# Mindre poppelglasvinge
Mindre poppelglasvinge, Eusphecia melanocephala är en fjärilsart som beskrevs av Johan Wilhelm Dalman 1816. Mindre poppelglasvinge ingår i släktet Eusphecia, och familjen glasvingar. Enligt den finländska rödlistan är arten nära hotad i Finland. I Sverige är arten listad som "nära hotad", NT av ArtDatabanken. Artens livsmiljö är åsskogar.